# Mongolonyx
Mongolonyx és un gènere de mamífers mesonics extints de la família dels mesoníquids. Se n'han trobat restes fòssils als estrats d'Irdin Manha (Mongòlia). Era un animal carnívor.
Tenia un aspecte robust que recordava el d'un os.